# Прапор Калинополя
Пра́пор Калинополя — один з офіційних символів селища Калинопіль. Автори прапора: художники герба Кияніченко Василь Леонідович і Кияніченко Валентина Миколаївна, випускники Львівського інституту прикладного та і декоративного мистецтва.

## Опис
Прапор являє собою двокольорове прямокутне полотнище висотою 1 м 18 см, довжиною 1м 80 см, горизонтально розділене навпіл на два кольори, посередині зображення герба селища (висота зображення герба 70 см, ширина-52см). Верхня смуга — малинового кольору символізує зв'язок з історичним козацьким минулим краю. Нижня смуга — блакитного кольору символізує духовність, сучасність, наші надії на краще майбутнє, оптимізм. У центрі прапора зображення герба селища як ознака того, що це прапор селища Калинопіль.